# Ouarim

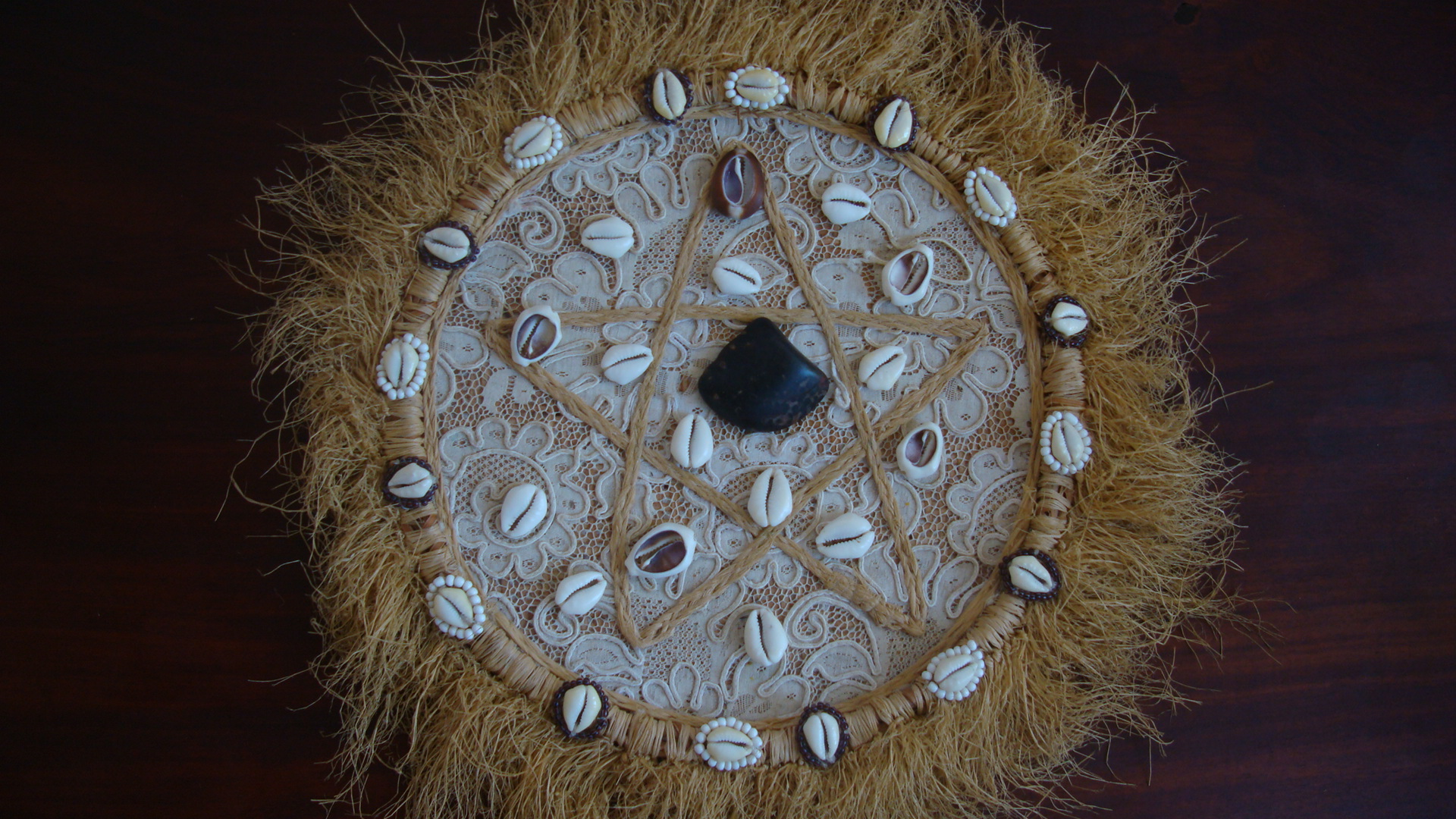
Ouarim

Ouarim (em iorubá: Owàrín) é um odu do oráculo de ifá, representado no merindilogum com onze conchas abertas pela natureza e cinco fechadas. Nesta caída responde Oiá, Exu, Egum, Icu. Deve-se pedir cuidado com objetos cortantes e queimadura, recomendar que a bebida alcoólica pode trazer grandes prejuízos, e não esperar nada de "mão beijada", pois seu sucesso virá através do seu próprio esforço.